# Lijst van voetbalinterlands Albanië - Turkije
Deze lijst van voetbalinterlands is een overzicht van alle officiële voetbalwedstrijden tussen de nationale teams van Albanië en Turkije. De landen speelden tot op heden twaalf keer tegen elkaar. De eerste ontmoeting, een kwalificatiewedstrijd voor het Europees kampioenschap voetbal 1972, werd gespeeld in Istanboel op 13 december 1970. Het laatste duel, een kwalificatiewedstrijd voor het Europees kampioenschap voetbal 2020, vond plaats op 11 oktober 2019 in Istanboel.

## Wedstrijden
| №  | Plaats    | Datum            | Competitie           | Wedstrijd         | Uitslag |
| -- | --------- | ---------------- | -------------------- | ----------------- | ------- |
| 1  | Istanboel | 13 december 1970 | EK 1972 kwalificatie | Turkije − Albanië | 2 − 1   |
| 2  | Tirana    | 14 november 1971 | EK 1972 kwalificatie | Albanië − Turkije | 3 − 0   |
| 3  | İzmir     | 27 oktober 1982  | EK 1984 kwalificatie | Turkije − Albanië | 1 − 0   |
| 4  | Tirana    | 11 mei 1983      | EK 1984 kwalificatie | Albanië − Turkije | 1 − 1   |
| 5  | Tirana    | 28 maart 1985    | Vriendschappelijk    | Albanië − Turkije | 0 − 0   |
| 6  | Antalya   | 21 januari 1998  | Vriendschappelijk    | Turkije − Albanië | 1 − 4   |
| 7  | Gaziantep | 25 april 2001    | Vriendschappelijk    | Turkije − Albanië | 0 − 2   |
| 8  | Istanboel | 26 maart 2005    | WK 2006 kwalificatie | Turkije − Albanië | 2 − 0   |
| 9  | Tirana    | 12 oktober 2005  | WK 2006 kwalificatie | Albanië − Turkije | 0 − 1   |
| 10 | Antalya   | 13 november 2017 | Vriendschappelijk    | Turkije − Albanië | 2 − 3   |
| 11 | Shkodër   | 22 maart 2019    | EK 2020 kwalificatie | Albanië − Turkije | 0 − 2   |
| 12 | Istanboel | 11 oktober 2019  | EK 2020 kwalificatie | Turkije − Albanië | 1 − 0   |

## Samenvatting
| Competitie        | Totaal gespeeld | Winst Albanië | Gelijk | Winst Turkije | Doelsaldo Albanië – Turkije |
| ----------------- | --------------- | ------------- | ------ | ------------- | --------------------------- |
| WK-kwalificatie   | 2               | 0             | 0      | 2             | 0 − 3                       |
| EK-kwalificatie   | 6               | 1             | 1      | 4             | 5 − 7                       |
| Vriendschappelijk | 4               | 3             | 1      | 0             | 9 − 3                       |
| Totaal            | 12              | 4             | 2      | 6             | 14 − 13                     |

Wedstrijden bepaald door strafschoppen worden, in lijn met de FIFA, als een gelijkspel gerekend.